# Nálet na Darwin
Nálet na Darwin, město na severním pobřeží Austrálie, představoval jednu z námořních a leteckých operací druhé světové války v Tichomoří. Došlo k němu 19. února 1942 a šlo o největší útok zahraniční mocnosti proti Austrálii a první z více než 100 náletů v letech 1942–1943.
Uskutečnil ho japonský svaz letadlových lodí pod velením viceadmirála Čúiči Naguma ve složení: čtyři letadlové lodě Akagi, Kaga, Hirjú, Sórjú, bitevní lodě Kirišima, Hiei, těžké křižníky Tone, Čikuma, lehký křižník Abukuma, torpédoborce Tanikaze, Isokaze, Hamakaze, Urakaze, Kasumi, Arare, Kageró, Širanui a Akigumo a tři ponorky. Proti této vojenské síle mohlo být nasazeno kromě protiletadlových děl pouze 11 stíhaček Curtiss P-40E od 33. squadrony USAAF.
19. února 1942 v 8:45 ráno odstartovalo pod velením fregatního kapitána Micuo Fučidy více než 188 letounů první vlny proti Darwinu. Druhá vlna, tvořená 27 bombardéry Micubiši G3M2 (Nell) z Ambonu a 27 bombardéry Micubiši G4M2 (Betty) z Kendari, přiletěla nad Darwin během dne.
Kromě přístavního zařízení, bylo zničeno 11 letadel P-40, 6 bombardérů Lockheed Hudson, 1 bombardér B-24, 3 létající čluny PBY Catalina a 3 dopravní letadla C-45. V přístavu byl potopen torpédoborec USS Peary, velká transportní loď Meigs, hlídková loď HMAS Mavie a obchodní lodě British Motorist, Kelat, Mauna Loa, Neptuna a Zealandia. U Bathurstova ostrova byly potopeny dva lamači blokády Don Isidro a Florence D, které se měly pokusit dopravit zásoby obráncům na Filipínách. Po náletu spojenci základnu v Darwinu opustili a přesunuli se do Brisbane, Fremantlu a několika menších přístavů.